# Басмановка
Басмановка (бел. Басмано́ўка) — деревня в составе Узденского района Минской области Беларуси. В составе Озерского сельсовета.

## География

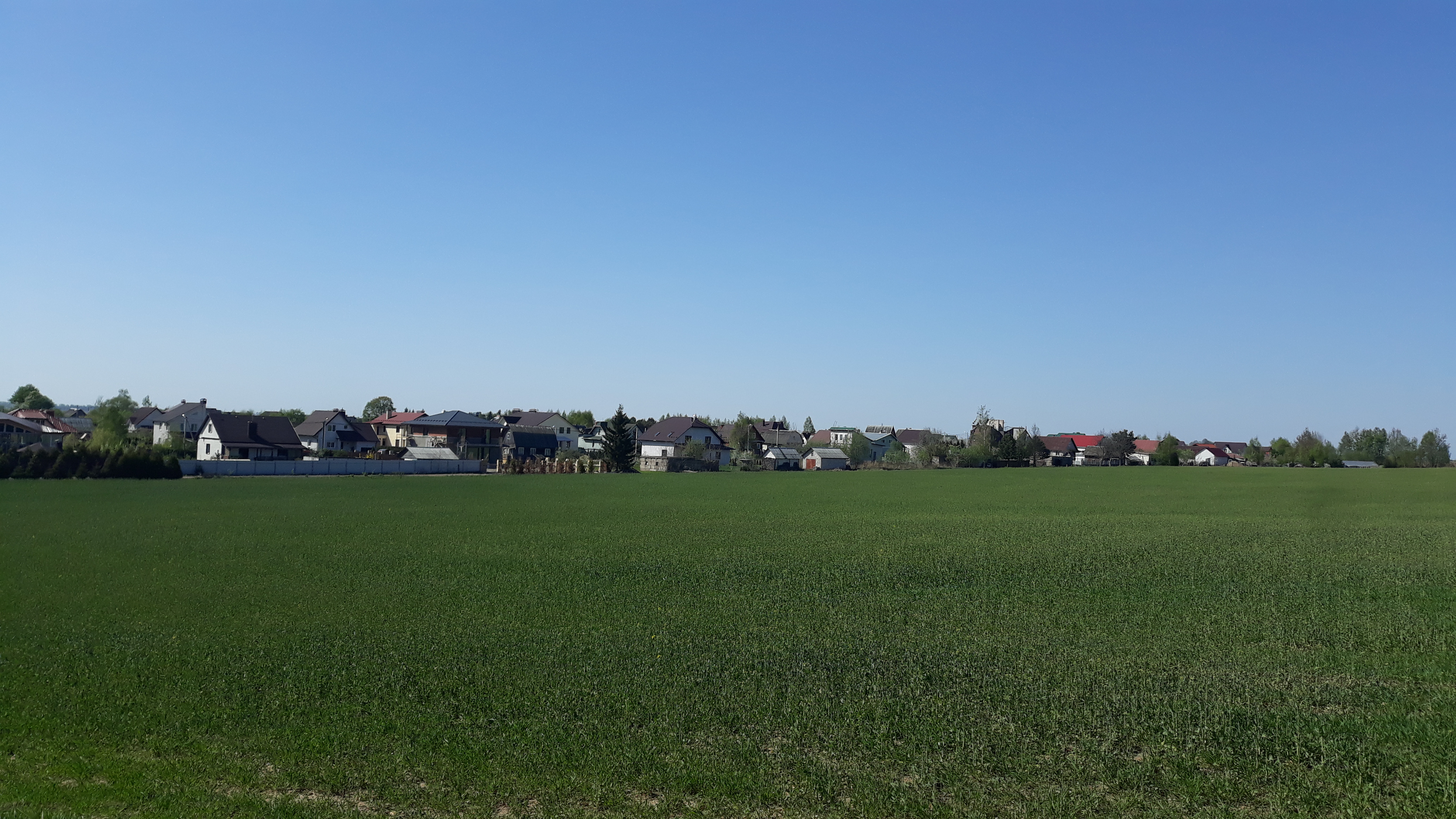

Расположена — находится в 35 км к северо-востоку от районного центра — Узды и в 23 км к юго-западу до МКАД города Минска.
Пролегает дорога Н8369.

## Население

### Численность
- 2019 год — 156 жителей

### Динамика
- 2009 год — 53 жителя (перепись населения)[2]
- 2019 год — 156 жителей (перепись населения)

## Улицы
- Акварельный переулок (бел. Акварэльны завулак);
- Весенняя улица (бел. Вясновая вуліца);
- Улица Дубовая аллея (бел. Вуліца Дубовая алея);
- Зеленая улица (бел. Зялёная вуліца);
- Садовая улица (бел. Садовая вуліца);
- Сказочная улица (бел. Казачная вуліца);
- Солнечная улица (бел. Сонечная вуліца);
- Центральная улица (бел. Цэнтральная вуліца).

## Достопримечательность
- Дубовый парк — аллея (1820 предположительно).